# Cerco de Edessa (165)
O cerco de Edessa ocorreu em 165 quando o Império Romano, sob o imperador Lúcio Vero, sitiou a cidade de Edessa, capital do Reino de Osroena, que estava sob proteção do Império Arsácida. Uael (filho de Saru), o governante de Osroena, foi instalado em 163 pelo xainxá Vologases IV e emitiu moedas com o retrato dele. Como resultado, Manu VIII (filho de Manu VII) foi forçado a fugir ao Império Romano. Durante o cerco de 165, os cidadãos de Edessa massacraram a guarnição parta e abriram seus portões para os romanos. Os romanos entraram na cidade e Manu VIII foi reintegrado como governante; ele também recebeu o epíteto Filorromeu ("Amigo dos Romanos"). Como resultado do cerco de 165, Osroena repudiou sua lealdade aos partos e se submeteu novamente aos romanos.